# BEST (SPYAIRのアルバム)
『BEST』（ベスト）は、日本のロックバンド・SPYAIRのベスト・アルバム。2014年11月26日にSony Music Associated Recordsからリリースされた。

## 概要
SPYAIR初となるベストアルバム。2010年のメジャーデビューから2014年まででリリースされた全シングル14曲に加えて新曲2曲を収録。初回生産限定盤Aにはトール・サイズ・デジパック仕様で全シングル14曲と新曲「GLORY」のミュージックビデオを収録したDVD、初回生産限定盤Bにはアルバム未収録のカップリング曲を収録したボーナスCDがそれぞれ付属する。アジア・ヨーロッパほか71の国と地域でもリリースされた。

## 収録曲

### CD
全作詞：MOMIKEN
- 通常盤、初回生産限定盤A・B共通。

1. GLORY [3:47]
  - 作曲：UZ

2014年の初頭に録音され、夏にリリースを予定していた新曲[5]。
ミュージックビデオはこれまでのライブのダイジェスト映像で作られている。
2. イマジネーション [2:59]
  - 作曲：UZ
  - 14thシングル表題曲
  - MBS・TBS系アニメ『ハイキュー!!』オープニング・テーマ

アルバム初収録。
3. JUST ONE LIFE [3:58]
  - 作曲：UZ
  - 13thシングル表題曲
  - フジテレビ系アニメ『サムライフラメンコ』オープニング・テーマ

アルバム初収録。
4. 現状ディストラクション [3:37]
  - 作曲：UZ
  - 12thシングル表題曲
  - ワーナー・ブラザース映画配給映画『劇場版 銀魂 完結篇 万事屋よ永遠なれ』主題歌
5. 虹 [4:57]
  - 作曲：UZ
  - 11thシングル表題曲
  - TBS系木曜ドラマ『潜入探偵トカゲ』主題歌
6. サクラミツツキ [3:37]
  - 作曲：UZ
  - 10thシングル表題曲
  - テレビ東京系アニメ『銀魂』第13期オープニング・テーマ
7. WENDY 〜It's You〜 [3:09]
  - 作曲：UZ
  - 9thシングル表題曲
  - NHK総合系ドラマ『恋するハエ女』主題歌
8. Naked [3:49]
  - 作曲：UZ
  - 8thシングル表題曲
  - 日本テレビ系『フットンダ』9月エンディング・テーマ
9. 0 GAME [4:03]
  - 作曲：UZ
  - 7thシングル表題曲
  - ソニー・ピクチャーズ エンタテインメント配給映画『アメイジング・スパイダーマン』日本版テーマソング
10. My World [3:34]
  - 作曲：UZ
  - 6thシングル表題曲
  - 毎日放送・TBS系アニメ『機動戦士ガンダムAGE』エンディング・テーマ
11. BEAUTIFUL DAYS [4:17]
  - 作曲：UZ
  - 5thシングル表題曲
  - 日本テレビ系ドラマ土曜9時枠『ドン★キホーテ』主題歌
12. サムライハート (Some Like It Hot!!) [3:11]
  - 作曲：UZ
  - 4thシングル表題曲
  - テレビ東京系アニメ『銀魂』第17期エンディング・テーマ
13. ジャパニケーション [2:56]
  - 作曲：IKE/UZ
  - 3rdシングル表題曲
14. Last Moment [3:11]
  - 作曲：UZ
  - 2ndシングル表題曲
  - テレビ東京系アニメ『BLEACH』第25期エンディング・テーマ
15. LIAR [3:15]
  - 作曲：UZ
  - 1stシングル表題曲
  - TBS系ドラマ『ハンマーセッション!』主題歌
16. あの頃、僕らは同じ未来を [4:56]
  - 作曲：UZ

新曲。

### DVD
初回生産限定盤Aのみ。
1. GLORY (Music Video)
2. イマジネーション (Music Video)
3. JUST ONE LIFE (Music Video)
4. 現状ディストラクション (Music Video)
5. 虹 (Music Video)
6. サクラミツツキ (Music Video)
7. WENDY ～It's You～ (Music Video)
8. Naked (Music Video)
9. 0 GAME (Music Video)
10. My World (Music Video)
11. BEAUTIFUL DAYS (Music Video)
12. サムライハート(Some Like It Hot!!) (Music Video)
13. ジャパニケーション (Music Video)
14. Last Moment (Music Video)
15. LIAR (Misic Video)

### BONUS DISC
初回生産限定盤Bのみ。
1. Trust your anthem [2:54]
  - 作詞：UZ/MOMIKEN、作曲：UZ
  - 14thシングルc/w曲
2. Radio [3:38]
  - 作詞：MOMIKEN、作曲：UZ
  - 13thシングルc/w曲
3. Blowing [3:26]
  - 作詞：MOMIKEN、作曲：UZ
  - 9thシングルc/w曲
4. STAR [3:52]
  - 作詞：MOMIKEN、作曲：UZ
  - 8thシングルc/w曲
5. YOU 2 [2:53]
  - 作詞：MOMIKEN、作曲：UZ
  - 7thシングルc/w曲
6. MOVIN' ON [3:01]
  - 作詞：MOMIKEN、作曲：IKE/UZ
  - 7thシングルc/w曲
  - 2012年1月1日に配信された楽曲
  - 「福岡カスタムカーショー2012」イメージソング
7. Come on [3:36]
  - 作詞：MOMIKEN、作曲：UZ
  - 6thシングルc/w曲
8. リセット [3:18]
  - 作詞：MOMIKEN、作曲：IKE/UZ
  - 5thシングルc/w曲
9. LINK IT ALL [4:00]
  - 作詞：MOMIKEN、作曲：UZ
  - 4thシングルc/w曲
10. Crazy [3:23]
  - 作詞：MOMIKEN、作曲：IKE/UZ
  - 4thシングルc/w曲
  - ニコニコ生放送『電波研究社』2011年6月度エンディングテーマ
11. Dead Coaster [3:21]
  - 作詞：MOMIKEN、作曲：UZ
  - 3rdシングルc/w曲
12. Just One [2:59]
  - 作詞：MOMIKEN、作曲：IKE/UZ
  - 3rdシングルc/w曲
13. Departure [3:47]
  - 作詞：MOMIKEN、作曲：IKE/UZ
  - 3rdシングルc/w曲
14. Just Like This [4:39]
  - 作詞：MOMIKEN、作曲：IKE/UZ
  - 2ndシングルc/w曲
  - LISMOドラマ『恋色円舞』主題歌
15. ノンフィクション [3:24]
  - 作詞：MOMIKEN、作曲：UZ
  - 2ndシングルc/w曲
  - MUSIC ON! TV『5リオシ!』BGM
16. 哀より愛し [4:01]
  - 作詞：MOMIKEN、作曲：UZ
  - 2ndシングルc/w曲
17. INCOMPLETE [3:32]
  - 作詞：MOMIKEN、作曲：UZ
  - 1stシングルc/w曲
  - TBS系ドラマ『ハンマーセッション!』劇中曲

## 演奏
Disc 1 
- IKE：Vocal
- UZ：Guitar & Programming
- MOMIKEN：Bass
- KENTA
  - Drums
  - Percussion (#3.7)
- 冨安徹：Percussion (#2.3.7)
- 早坂幸作：Percussion (#3.7)
- クラッシャー木村ストリングス：Strings (#11)
- 涌井啓一
  - Strings Arrangement (#11)
  - Programming (#14.15)
- 伊藤賢：Strings Arrangement (#11)
- 河野圭：Piano (#16)
- 須原杏、地行美穂、Takako Ohta、佐藤帆乃佳、大河内涼子、天野恵、村田泰子、河村泉、渡邉雅弦、松尾佳奈：Strings (#16)

Disc 2 
- IKE：Vocal
- UZ：Guitar & Programming
- MOMIKEN：Bass
- KENTA
  - Drums
  - Percussion (#2.3)
- 冨安徹、早坂幸作：Percussion (#2.3)
- 涌井啓一：Programming (#9.13)
- michitomo：Programming (#14.16)